# Melanolophia meridiana
Melanolophia meridiana là một loài bướm đêm trong họ Geometridae.